# Machaeropteris acrogona
Machaeropteris acrogona är en fjärilsart som beskrevs av Edward Meyrick 1921. Machaeropteris acrogona ingår i släktet Machaeropteris och familjen äkta malar. Inga underarter finns listade i Catalogue of Life.